# 6 1/2 dag med Kurt Trampedach
6 1/2 dag med Kurt Trampedach er en dansk portrætfilm fra 2003 instrueret af Jesper Grand. Filmen er et portræt af maleren Kurt Trampedach.